# Lungtog Gjamccho
Lungtog Gjamccho (1. prosince 1805 – 6. března 1815) byl 9. tibetským dalajlamou.
Narodil se v roce 1806, případně o rok dříve v tibetské provincii Kham. Roku 1807 byl rozpoznán jako inkarnace předchozího dalajlamy Džampala Gjamccha a byl přenesen do Potaly ve Lhase. Tam obdržel od pančhenlamy jméno Lungtog Gjamccho. Zemřel již ve věku devíti let.